# Piptocarpha pellucida
Piptocarpha pellucida là một loài thực vật có hoa trong họ Cúc. Loài này được (Sch.Bip.) Baker miêu tả khoa học đầu tiên năm 1873.